# Гірничорятувальні роботи
Гірничорятува́льні робо́ти (рос.горноспасательные работы, англ. mine rescue actions; нім. Rettungsarbeiten f pl) — роботи з рятування людей і ліквідації аварій (пожеж, вибухів метаноповітряних сумішей та вугільного пилу, раптових викидів вугілля, породи та газу, загазування гірничих виробок, затоплення виробок водою, обвалення гірських порід, проникнення у виробки шкідливих та отруйних речовин) на гірничих підприємствах — шахтах і рудниках.
Виконуються воєнізованими гірничорятувальними частинами і персоналом шахт при виникненні аварій. При цьому професійними гірничорятувальними підрозділами ДВГРС виконуються тільки ті роботи, які вимагають захисту органів дихання та спеціального оснащення, всі інші роботи виконуються працівниками шахти.
 Основне завдання гірничорятувальних робіт — порятунок людей, ліквідація аварій і їх наслідків.
Для керівництва гірничорятувальних робіт на шахті створюється командний пункт, на якому працюють головний інженер шахти або особа, що його заміняє, командир ВГРЧ, працівники шахти й командири підрозділів ВГРЧ.
Для матеріально-технічного забезпечення гірничорятувальних робіт створюються підземна і наземна бази.
На підземній базі розташовується пункт першої допомоги, аварійна газоаналітична лабораторія, резервний підрозділ ВГРЧ, додаткова гірничорятувальна апаратура, обладнання і матеріали. При значних обсягах гірничорятувальних робіт організуються центральні й районні підземні бази.
Наземна база створюється при довготривалих гірничорятувальних робіт. Тут оглядають і ремонтують гірничорятувальну техніку, створюють запаси матеріалів і обладнання, необхідні для ведення гірничорятувальних робіт.
Всі роботи виконують згідно з генеральним планом ліквідації аварії.